# Dystrofie
De medische term dystrofie heeft verschillende betekenissen. In zijn algemeenheid kan gesproken worden van een ontwikkelings- of groeistoornis, respectievelijk degeneratie of achteruitgang van een orgaan, weefsel of cellen.
De term 'dystrofie' is afgeleid van het Oudgrieks: δυσ (dys, moeilijk, slecht) en τροφή (trofein, voeden).
De oorzaak van dystrofie kan een erfelijke of verworven ziekte of trauma zijn, dan wel een tekort aan voedingsstoffen. 
Voorbeelden van erfelijke dystrofieën zijn: musculaire dystrofie, waaronder spierdystrofie van Duchenne, myotone dystrofie en FSHD.
Voorbeelden van verworven dystrofieën zijn: nageldystrofie; de meeste vormen van lipodystrofie; complex regionaal pijnsyndroom (voorheen ook wel Sudeckse dystrofie genoemd); hoornvliesdystrofie van Fuchs (al zijn er in sommige gevallen ook aanwijzingen voor erfelijkheid).  
De term dystrofie moet niet verward worden met atrofie en hypotrofie.